# Tea Hiilloste

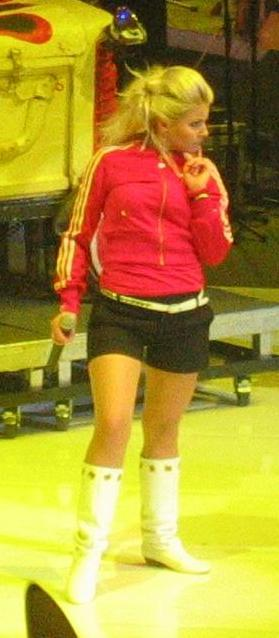

Tea Hiilloste (Hollola, 31 oktober 1982) is een Finse zangeres en tv-presentatrice.
Ze werd bekend in 2002 door de Finse versie van het programma popstars, waarna ze met enkele andere kandidaten de popgroep "Jane" begon. Na de split in 2007 ging Hilloste solo. Haar eerste Single ""Tytöt Tykkää" behaalde meteen de eerste plaats in de Finse hitlijsten. Haar derde volwaardige album komt uit in 2011.
Tea Hilloste presenteert de Finse versie van het programma Kids Top 20.

## Discografie
- 2007 - Tytöt tykkää
- 2008 - Hey C'mon!
- 2013 - Mehudisko